# Orden de la Jarretera
La Nobilísima Orden de la Jarretera o La Nobilísima Orden de la Liga (The Most Noble Order of the Garter), más conocida simplemente como Orden de la Jarretera, es la orden de caballería más importante y antigua del Reino Unido, fundada en 1348 por el rey Eduardo III, inspirada por la leyenda de los caballeros de la mesa redonda. Es considerada el pináculo en el sistema de honores británico.

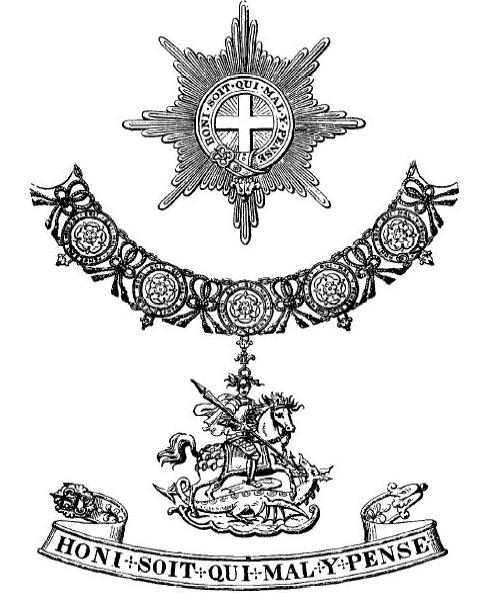
Orden de la Jarretera

La admisión a la orden es muy limitada. El monarca y el príncipe de Gales son siempre miembros junto con veinticuatro varones o mujeres. Los miembros masculinos son conocidos como los compañeros caballeros, y los miembros femeninos son conocidos como las señoras compañeras (no «damas», como en la mayoría de las otras órdenes de código de caballería británicas).
La orden también incluye miembros supernumerarios o extras, llamados caballeros y damas reales (miembros de la Familia Real británica) y caballeros y damas extranjeros (monarcas de Estados extranjeros).
El anuncio de nuevos miembros se realiza siempre el 23 de abril, el día de san Jorge, siendo este el santo patrono de la Orden y de Inglaterra.
A diferencia de la mayoría de las órdenes, la Orden de la Jarretera no está ligada a la propuesta del primer ministro; solo el soberano concede admisiones. Las incorporaciones a la Orden son un regalo personal del soberano. Excepto las concesiones de admisión supernumerarias, las concesiones son hechas solo a aquellas personas que han ejecutado hechos excepcionales de servicio al Reino Unido.

## Origen

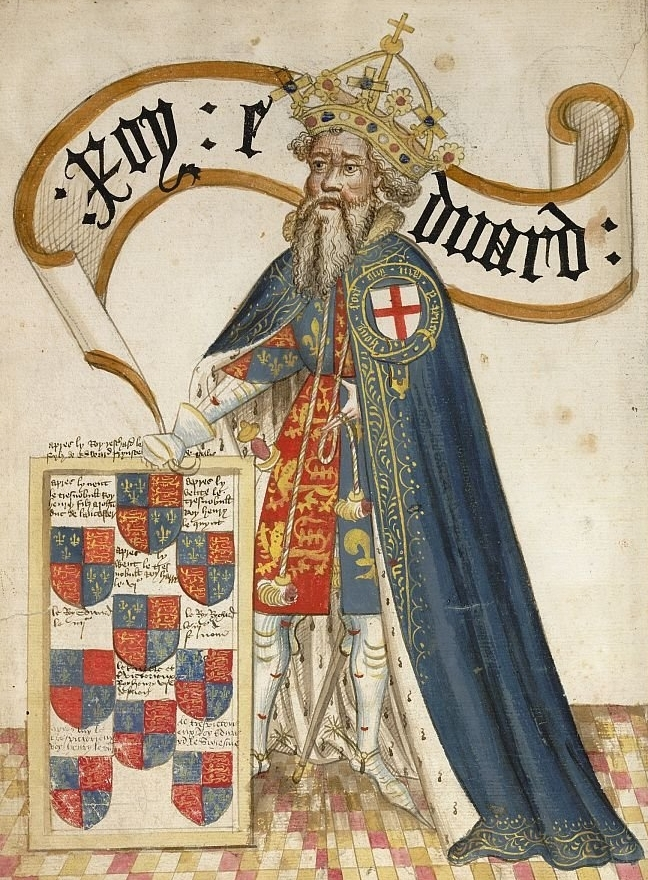
Eduardo III, fundador de la Orden.

Muy poco se sabe a ciencia cierta sobre los orígenes y finalidad de la orden y del significado de sus emblemas, ya que los registros más antiguos se han perdido en sucesivos incendios. La leyenda más conocida es la que cuenta que el rey Eduardo III, durante un baile que ofrecía posiblemente en el Palacio Eltham, bailaba con Juana de Kent, quien luego llegó a ser la primera Princesa de Gales. A esta, mientras bailaban, se le cae la liga que llevaba en la pierna, a lo que el rey la levanta rápidamente, para evitar la vergüenza de la joven, y coloca en su propia pierna. Ante la mirada de los curiosos que seguían la escena, el rey dice la frase que quedaría como lema de la orden: «Honi soit qui mal y pense» («Que se avergüence quien de esto piense mal»). Muchos afirman que la dama en cuestión no era Juana de Kent, sino su suegra hasta ese momento, Catherine Montacute, condesa de Salisbury.
Esta teoría, según muchos historiadores, parece haber tenido su origen en Francia y con el propósito de desacreditarla, ya que se niegan a creer que la orden de caballería más prestigiosa y antigua haya tenido un comienzo tan frívolo.
Según otra teoría el rey Eduardo III habría intentado, con la formación de la orden, una vuelta a la Mesa Redonda de los Caballeros del Rey Arturo. Es sabido que el monarca disfrutaba junto a su corte de festejos que evocaban los tiempos del mítico rey, con torneos de justa incluidos y mesa redonda a la cual los caballeros de la corte se sentaban. Siguiendo esta versión, muchos dicen que mientras el rey proclamaba la orden como una simple evocación de los tiempos de Arturo, su verdadera finalidad era crear un movimiento formado por caballeros, los cuales habían servido a Inglaterra durante la Guerra de los Cien Años contra Francia, que lo apoyaran en su pretensión al trono francés y que el lema de la misma, «Honi soit qui mal y pense», iba dirigido a cualquiera que se opusiera a la reclamación del rey a la Corona francesa.
La más antigua mención escrita que se conserva de la Orden se encuentra en Tirante el Blanco, la gran novela caballeresca publicada en 1490 en valenciano , que dedica un capítulo a la descripción del origen de la Orden. En esta narración de Joanot Martorell, la palabra «Honi» del lema de La Jarretera aparece como «Puni», de modo que se traduciría: «Castigado sea quien piense mal de esto».

## La Orden

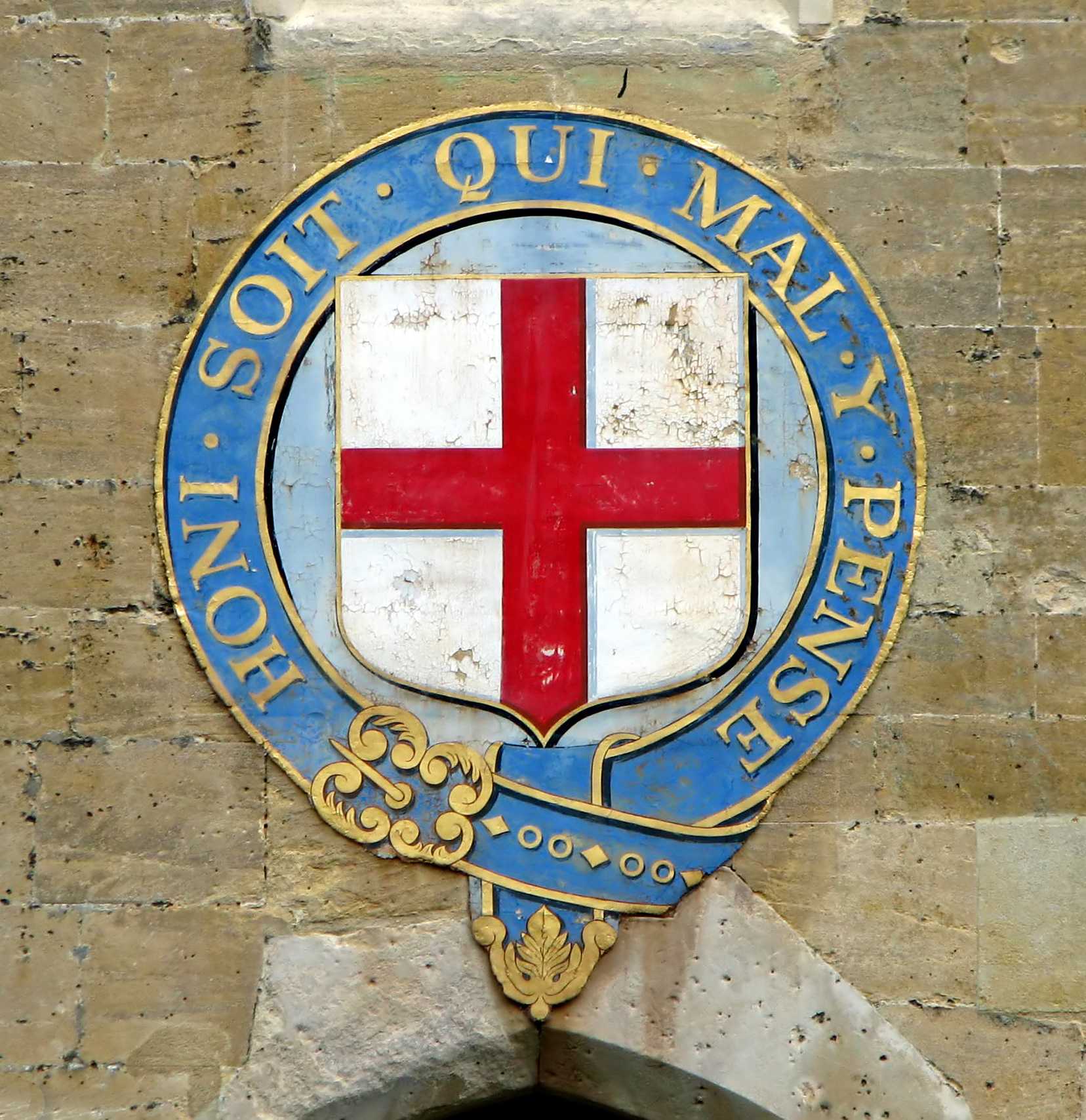
El emblema de la Orden en el castillo de Windsor.

La orden medieval original estaba compuesta por el rey Eduardo III, su hijo Eduardo de Woodstock, príncipe de Gales, más conocido como el Príncipe Negro y ambos contaban con 12 compañeros, como si se tratara de un torneo.
El título Caballeros Reales fue introducido por primera vez por el rey Jorge III con el fin de poder incluir en la orden a 7 de sus 9 hijos varones, sin que estos contaran en los 24 compañeros. Con la admisión a la orden del emperador Alejandro I de Rusia en 1813, la incorporación supernumeraria se extendió a los monarcas extranjeros.
Poco después de fundarse la orden, las damas fueron admitidas como Señoras de la Orden, sin llevar el título Compañeras. En 1488 el rey Enrique VII eliminó directamente la práctica de incluir mujeres en la orden y esta permaneció exclusivamente masculina (salvo en los momentos que el monarca del Reino Unido era una mujer, la cual se convertía en Soberana de la Orden) hasta que en 1901 el rey Eduardo VII nombra a su consorte Alejandra Dama de la Orden. Lo mismo harían luego los reyes Jorge V y Jorge VI con sus respectivas consortes.

Escudo de Felipe II al ser nombrado caballero de la Jarretera (1554).

En 1987, la reina Isabel II decidió que las damas llevasen el título, hasta ese momento negado, de Compañeras, por lo que se convirtieron en Damas Compañeras al igual que los Caballeros, exceptuando a las Damas Reales y Extranjeras que nunca ostentaron dicho título.
A partir del siglo XVIII, la elección de los miembros empezó a realizarse por sugerencia del gobierno. En 1946 el rey Jorge VI, al ver que la orden se estaba politizando, regresó a la forma original en la que el soberano elige personalmente a sus compañeros.
A lo largo de los años, varios miembros han sido expulsados de la orden por crímenes como herejía, traición o cobardía y hasta ejecutados como en el caso de Lord Scrope de Masham (amigo de la infancia del rey Enrique V) y el III Duque de Buckingham en 1521. Edward Stafford, duque de Buckingham y nieto de Eduardo III, fue ejecutado por aspirar a ostentar la Corona inglesa, así como por su condición de católico durante las persecuciones religiosas. Una rama de sus descendientes encabezada por John Stafford se trasladó a Irlanda y desde allí a España y América. La muerte de Buckingham fue muy sentida por el emperador Carlos V. 
El rey Carlos I lucía el emblema de la orden, adornado con 400 diamantes, cuando fue ejecutado.
Durante la Primera Guerra Mundial, muchos de los Caballeros Extranjeros que eran monarcas de Estados enemigos fueron expulsados. Así, las admisiones del emperador Guillermo II de Alemania y del emperador austríaco Francisco José I fueron revocadas en 1915. Lo mismo ocurrió con el emperador Hirohito de Japón, a quien se le retiró de la orden cuando su país entró en la Segunda Guerra Mundial. En 1971, sin embargo, la reina Isabel II le restableció como miembro, acto recibido con enorme felicidad por el emperador.

## Miembros actuales de la orden

### Miembrosex officio
| Bandera | Nombre     | Título              | Escudo | Fotografía |
|         | Carlos III | Rey del Reino Unido |        |            |
|         | Guillermo  | Príncipe de Gales   |        |            |

### Caballeros y damas acompañantes
|    | Bandera | Nombre                                                                   | Título                                                                             | Año de nombramiento | Fecha de nacimiento      | Edad    | Escudo de Armas | Fotografía |
| -- | ------- | ------------------------------------------------------------------------ | ---------------------------------------------------------------------------------- | ------------------- | ------------------------ | ------- | --------------- | ---------- |
| 1  |         | James Hamilton                                                           | V Duque de Abercorn                                                                | 1999                | 4 de julio de 1934       | 91 años |                 |            |
| 2  |         | Robin Butler                                                             | Barón Butler de Brockwell                                                          | 2003                | 3 de enero de 1938       | 87 años |                 |            |
| 3  |         | Sir John Major                                                           | Ex primer ministro de Reino Unido                                                  | 2005                | 29 de marzo de 1943      | 82 años |                 |            |
| 4  |         | Richard Luce                                                             | Barón de Luce                                                                      | 2008                | 14 de octubre de 1943    | 81 años |                 |            |
| 5  |         | Nicholas Phillips                                                        | Barón Phillips de Worth Matravers                                                  | 2011                | 21 de enero de 1938      | 87 años |                 |            |
| 6  |         | Jock Stirrup                                                             | Barón de Stirrup                                                                   | 2013                | 4 de diciembre de 1949   | 75 años |                 |            |
| 7  |         | Isabel Lydia "Eliza" Manningham-Buller                                   | Baronesa de Manningham-Buller                                                      | 2014                | 14 de julio de 1948      | 77 años |                 |            |
| 8  |         | Mervyn Allister King                                                     | Barón King de Lothbury                                                             | 2014                | 30 de marzo de 1948      | 77 años |                 |            |
| 9  |         | Charles Kay-Shuttleworth                                                 | Barón de Shuttleworth                                                              | 2016                | 2 de agosto de 1948      | 76 años |                 |            |
| 10 |         | Lady Mary Fagan                                                          |                                                                                    | 2018                | 11 de septiembre de 1939 | 85 años |                 |            |
| 11 |         | Alan Brooke                                                              | Vizconde de Brookeborough                                                          | 2018                | 30 de junio de 1952      | 73 años |                 |            |
| 12 |         | Lady Mary Peters                                                         |                                                                                    | 2019                | 6 de julio de 1939       | 86 años |                 |            |
| 13 |         | Robert Gascoyne-Cecil                                                    | Marqués de Salisbury                                                               | 2019                | 30 de septiembre de 1946 | 78 años |                 |            |
| 14 |         | Valerie Amos, Baronesa Amos                                              | Ex lideresa de la Cámara de los Lores                                              | 2022                | 13 de marzo de 1954      | 71 años |                 |            |
| 15 |         | Sir Tony Blair                                                           | Ex primer ministro de Reino Unido                                                  | 2022                | 6 de mayo de 1953        | 72 años |                 |            |
| 16 |         | Catherine Ashton, Baronesa Ashton de Upholland                           | Ex Alta Representante para la Unión Europea                                        | 2023                | 20 de marzo de 1956      | 69 años |                 |            |
| 17 |         | Chris Patten, Barón Patten de Barnes                                     | Exgobernador de Hong Kong                                                          | 2023                | 12 de mayo de 1944       | 81 años |                 |            |
| 18 |         | Stuart Peach, Barón Peach                                                | Exjefe del Estado Mayor de la Defensa y expresidente del Comité Militar de la OTAN | 2024                | 22 de febrero de 1956    | 69 años |                 |            |
| 19 |         | Ajay Kakkar, Barón Kakkar                                                | profesor emérito de cirugía en el University College de Londres                    | 2024                | 28 de abril de 1964      | 61 años |                 |            |
| 20 |         | Andrew Lloyd Webber, Barón Lloyd-Webber                                  | Compositor y empresario de teatro musical                                          | 2024                | 22 de marzo de 1948      | 77 años |                 |            |
| 21 |         | Vacante tras la muerte de Lord Michael Boyce el 6 de noviembre de 2022.  |                                                                                    |                     |                          |         |                 |            |
| 22 |         | Vacante tras la muerte de Sir David Brewer el 28 de mayo de 2023.        |                                                                                    |                     |                          |         |                 |            |
| 23 |         | Vacante tras la muerte de Lord Morris of Aberavon el 5 de junio de 2023. |                                                                                    |                     |                          |         |                 |            |
| 24 |         | Vacante tras la muerte de Sir Thomas Dunne el 6 de enero de 2025.        |                                                                                    |                     |                          |         |                 |            |

### Caballeros y damas reales
|   | Bandera | Nombre                 | Título                         | Año de nombramiento | Fecha de nacimiento     | Edad    | Escudo | Fotografía |
| - | ------- | ---------------------- | ------------------------------ | ------------------- | ----------------------- | ------- | ------ | ---------- |
| 1 |         | Eduardo de Kent        | Duque de Kent                  | 1985                | 9 de octubre de 1935    | 89 años |        |            |
| 2 |         | Ana del Reino Unido    | Princesa real                  | 1994                | 15 de agosto de 1950    | 74 años |        |            |
| 3 |         | Ricardo de Gloucester  | Duque de Gloucester            | 1997                | 26 de agosto de 1944    | 80 años |        |            |
| 4 |         | Alejandra de Kent      | Princesa del Reino Unido       | 2003                | 25 de diciembre de 1936 | 88 años |        |            |
| 5 |         | Andrés de York         | Duque de York                  | 2006                | 19 de febrero de 1960   | 65 años |        |            |
| 6 |         | Eduardo de Edimburgo   | Duque de Edimburgo             | 2006                | 10 de marzo de 1964     | 61 años |        |            |
| 7 |         | Camila, reina consorte | Reina consorte del Reino Unido | 2022                | 17 de julio de 1947     | 78 años |        |            |
| 8 |         | Brígida de Gloucester  | Duquesa consorte de Gloucester | 2024                | 20 de junio de 1946     | 79 años |        |            |

### Caballeros y damas extranjeros
|   | Bandera | Nombre                                      | Año de nombramiento | Escudo de Armas | Fotografía |
| - | ------- | ------------------------------------------- | ------------------- | --------------- | ---------- |
| 1 |         | Reina Margarita II de Dinamarca             | 1979                |                 |            |
| 2 |         | Rey Carlos XVI Gustavo de Suecia            | 1983                |                 |            |
| 3 |         | Rey Juan Carlos I de España                 | 1988                |                 |            |
| 4 |         | Princesa Beatriz de los Países Bajos        | 1989                |                 |            |
| 5 |         | Emperador Akihito de Japón                  | 1998                |                 |            |
| 6 |         | Rey Harald V de Noruega                     | 2001                |                 |            |
| 7 |         | Rey Felipe VI de España                     | 2017                |                 |            |
| 8 |         | Rey Guillermo Alejandro de los Países Bajos | 2018                |                 |            |
| 9 |         | Emperador Naruhito de Japón                 | 2024                |                 |            |

### Oficiales
La orden tiene seis oficiales:
1. El prelado (actualmente el obispo de Winchester)
2. El canciller (actualmente el V duque de Abercorn)
3. El registrador
4. El rey de Armas
5. El secretario
6. El ujier, quien es conocido como el "ujier caballero de la Varilla Negra"